# Episodi di Mortal Kombat: Conquest
La prima e unica stagione della serie televisiva Mortal Kombat: Conquest, composta da 22 episodi, è stata trasmessa negli Stati Uniti dal canale TNT dal 3 ottobre 1998 al 22 maggio 1999.
| nº | Titolo originale        | Titolo italiano           | Prima TV USA     | Prima TV Italia |
| -- | ----------------------- | ------------------------- | ---------------- | --------------- |
| 1  | Eternal Warrior I e II  | L'eterno guerriero I e II | 3 ottobre 1998   |                 |
| 2  | Eternal Warrior I e II  | L'eterno guerriero I e II | 10 ottobre 1998  |                 |
| 3  | Cold Reality            | Fredda realtà             | 17 ottobre 1998  |                 |
| 4  | Immortal Kombat         | Combattimento immortale   | 24 ottobre 1998  |                 |
| 5  | The Essence             | Lo spirito di un popolo   | 31 ottobre 1998  |                 |
| 6  | Noob Saibot             | La casa del falco         | 7 novembre 1998  |                 |
| 7  | Debt of the Dragon      | I poteri del male         | 14 novembre 1998 |                 |
| 8  | Undying Dream           | L'ultima speranza         | 21 novembre 1998 |                 |
| 9  | Quan Chi                | Lotta interiore           | 28 novembre 1998 |                 |
| 10 | Unholy Alliance         | Realtà parallela          | 5 dicembre 1998  |                 |
| 11 | Thicker Than Blood      | Il sangue non è acqua     | 12 dicembre 1998 |                 |
| 12 | Shadow of a Doubt       | L'ombra del dubbio        | 6 febbraio 1999  |                 |
| 13 | Twisted Truth           | Verità distorte           | 13 febbraio 1999 |                 |
| 14 | Festival of Death       | Festival di morte         | 20 febbraio 1999 |                 |
| 15 | The Serpent and the Ice | Il serpente e il ghiaccio | 27 febbraio 1999 |                 |
| 16 | Kreeya                  | Donne dominatrici         | 6 marzo 1999     |                 |
| 17 | The Master              | Il maestro                | 17 aprile 1999   |                 |
| 18 | In Kold Blood           | A sangue freddo           | 24 aprile 1999   |                 |
| 19 | Flawed Victory          | Un nuovo stregone         | 1º maggio 1999   |                 |
| 20 | Balance of Power        | Equilibri di potere       | 8 maggio 1999    |                 |
| 21 | Stolen Lies             | Bugie rubate              | 15 maggio 1999   |                 |
| 22 | Vengeance               | Viaggio senza ritorno     | 22 maggio 1999   |                 |

## L'eterno guerriero I
- Titolo originale: Eternal Warrior I
- Diretto da: Oley Sassone
- Scritto da: Juan Carlos Coto

### Trama
Kung Lao sconfigge Shang Tsung nel Mortal Kombat, ma gli risparmia la vita. Shang Tsung giura vendetta su Kung Lao, prima di essere inviato alle miniere di cobalto da Shao Kahn. Qui conosce una guerriera chiamata Vorpax, inviata anch'ella dall'imperatore. Sulla Terra, Kung Lao deve scegliere se trascorrere la sua vita in compagnia della sua amata Jenna o allenarsi sino alla prossima edizione del torneo per difendere il suo regno.

## L'eterno guerriero II
- Titolo originale: Eternal Warrior II
- Diretto da: Oley Sassone
- Scritto da: Juan Carlos Coto

### Trama
Kung Lao, Siro e Taja tentano di salvare Jenna dalla tirannia del padre, ma durante la lotta, la ragazza viene rapita da Scorpion. Kung Lao si getta all'inseguimento e affronta lo spettro. Scorpion uccide accidentalmente Jenna e Kung Lao sceglie di combattere per la salvezza della Terra.

## Fredda realtà
- Titolo originale: Cold Reality
- Diretto da: Doug Lefler
- Scritto da: Steve Hattman

### Trama
Kung Lao, Siro e Taja si scontrano con Sub-Zero, un guerriero del clan di assassini Lin Kuei.

## Combattimento immortale
- Titolo originale: Immortal Kombat
- Diretto da: Scott Paulin
- Scritto da: Sean Catherine Derek

### Trama
Shang Tsung incarica Vorpax di uccidere Kung Lao con una pozione che causa invecchiamento rapido. L'intruglio viene però accidentalmente ingerito da Siro e Taja. Kung Lao trova Omegis, una strega che ha sconfitto la morte, e la convince a dargli un antidoto per la pozione. Shang Tsung obbliga il campione di Mortal Kombat a confrontarsi con lui eludendo le regole del torneo. Kung Lao riesce a respingerlo, ma riceve un biasimo da Raiden giacché il dio del tuono considera il suo atteggiamento imprudente.

## Lo spirito di un popolo
- Titolo originale: The Essence
- Diretto da: Jim Johnston
- Scritto da: Sean Catherine Derek

### Trama
La principessa Kitana giunge sulla Terra in cerca dell'Essenza di Edenia, tutto ciò che resta del suo regno prima che fosse distrutto da Shao Kahn.

## La casa del falco
- Titolo originale: Noob Saibot
- Diretto da: Charles Siebert
- Scritto da: William Thomas Quick

### Trama
Taja e Siro vengono inviati da una veggente chiamata Kiri a cercare una città sotterranea. Durante il viaggio, i due sconfiggono i guardiani del posto, ma liberano il guerriero chiamato Noob Saibot. Intenzionato a guadagnare la fiducia di Shao Kahn, Noob Saibot si offre di uccidere Kung Lao. I tre amici riescono a fare gioco di squadra e sconfiggono il nemico. Nella sequenza finale, si nota Noob Saibot mentre riassume forma solida, indicando che non è morto.

## I poteri del male
- Titolo originale: Debt of the Dragon
- Diretto da: Jim Johnston
- Scritto da: Sean Catherine Derek

### Trama
Kung Lao, Taja e Siro entrano in contrasto con l'organizzazione dei Dragoni Neri, che lotta per il possesso del loro emporio. La figlia del leader del clan uccide il padre e ne prende il posto; subito dopo, propone un patto a Shang Tsung: lo stregone la aiuterà a ottenere il potere e lei in cambio gli consegnerà la vita di Kung Lao.

## L'ultima speranza
- Titolo originale: Undying Dream
- Diretto da: Rick Jacobson
- Scritto da: Carl Ellsworth

### Trama
Shang Tsung inganna Taja usando l'illusione del padre per imprigionarla nelle miniere di cobalto. Kung Lao e Siro usano il cristallo che hanno recuperato nell'episodio 3 per aprire un varco interdimensionale e raggiungere le miniere. L'impresa sarà più difficile del previsto.

## Lotta interiore
- Titolo originale: Quan Chi
- Diretto da: Bruce Seth Green
- Scritto da: Steve Hattman

### Trama
Uno stregone di Outworld chiamato Quan Chi invia le sue guerriere a neutralizzare Kung Lao, Taja e Siro infettandoli con un liquido che fa emergere i loro lati malvagi. I tre amici dovranno lottare fra di loro e con se stessi per sconfiggere il nemico.

## Realtà parallela
- Titolo originale: Unholy Alliance
- Diretto da: Charles T. Kanganis
- Scritto da: Kearie Peak (soggetto); Sean Catherine Derek (sceneggiatura)

### Trama
Shang Tsung e Quan Chi stringono un'alleanza per sconfiggere Kung Lao, creando un mondo illusorio in cui intrappolarlo per l'eternità. Shang Tsung tradisce Quan Chi e quest'ultimo, per vendetta, informa Taja e Siro del pericolo che corre l'amico. I due riusciranno a salvarlo in tempo.

## Il sangue non è acqua
- Titolo originale: Thicker Than Blood
- Diretto da: Reza Badiyi
- Scritto da: Sean Catherine Derek

### Trama
Un'ex-amante di Siro, Hanna si presenta a Zhu Zin e lo informa di essersi sposata con il fratello di lui. Nel frattempo, Scorpion ha rapito e reso il fratello di Siro uno dei suoi guerrieri.

## L'ombra del dubbio
- Titolo originale: Shadow of a Doubt
- Diretto da: Peter Ellis
- Scritto da: Nancy Greene, Steve Hattman e Sean Catherine Derek

### Trama
Kung Lao viene infortunato in uno scontro con Rain. Shao Kahn decide di approfittare della situazione e invia Mileena a sedurre e uccidere il campione, convinto che quest'ultimo la scambi per Kitana.

## Verità distorte
- Titolo originale: Twisted Truth
- Diretto da: Chip Chalmers
- Scritto da: Steve Hattman e Sean Catherine Derek

### Trama
Un uomo chiamato Tomas si presenta ai tre protagonisti e chiede di unirsi a loro per difendere l'Earthrealm. Improvvisamente però, il ritrovamento di donne assassinate sembra indicare lui come responsabile degli omicidi. In realtà si tratta di un piano orchestrato da Shang Tsung e Vorpax per mettere Kung Lao e Tomas l'uno contro l'altro. Un guerriero di Zaterra interferisce nella lotta e tenta di uccidere Kung Lao. Tomas si frappone fra i due e viene colpito in pieno, ma salva la vita a Kung Lao. Solo adesso il campione si convince dell'innocenza di Tomas.

## Festival di morte
- Titolo originale: Festival of Death
- Diretto da: Charles Siebert
- Scritto da: James Cappe

### Trama
Un circo mobile attira l'attenzione dei tre protagonisti: essi sospettano che al suo interno si applichino rituali di magia nera. I sospetti sono confermati quando scoprono che Quan Chi è a capo del circo.

## Il serpente e il ghiaccio
- Titolo originale: The Serpent and the Ice
- Diretto da: Jack Sholder
- Scritto da: Steve Hattman e Sean Catherine Derek

### Trama
Sub-Zero e il Lin Kuei ora sono al servizio di Shao Kahn. I rapporti si complicano quando l'imperatore di Outworld ordina loro di collaborare con Scorpion e la sua compagna, Peron.  I due assassini dimostrano infatti un pessimo spirito di squadra.

## Donne dominatrici
- Titolo originale: Kreeya
- Diretto da: Bruce Seth Green
- Scritto da: Sean Catherine, Derek James Cappe e Robert Rabinowitz

### Trama
Kung Lao, Siro e Taja entrano in contatto con un'antica tribù di guerriere amazzoni e la loro leader, la regina Kreeya.

## Il maestro
- Titolo originale: The Master
- Diretto da: Harvey S. Laidman
- Scritto da: James Cappe

### Trama
Vorpax libera il vecchio maestro di Shang Tsung dalle miniere di cobalto e gli offre di unire le forze per vendicarsi dello stregone. Shang Tsung deve chiedere aiuto alla strega, nonché sua ex-amante Omegis.

## A sangue freddo
- Titolo originale: In Kold Blood
- Diretto da: Reza Badiyi
- Scritto da: James Cappe

### Trama
La Terra è in pericolo per via dell'imperatrice Kreeya e delle sue guerriere; ella unisce le forze con Reptile e Kiri per avere la meglio su Kung Lao. I guerrieri della Terra devono escogitare un piano in fretta per neutralizzare la minaccia una volta per tutte.

## Un nuovo stregone
- Titolo originale: Flawed Victory
- Diretto da: Charles Siebert
- Scritto da: Steve Hattman e Sean Catherine Derek

### Trama
Shang Tsung si trasferisce sulla Terra per ringiovanire rubando le anime ai terrestri. Shao Kahn incarica Quan Chi di eliminarlo, mentre Kung Lao e i suoi amici tentano di salvare gli abitanti della Terra.

## Equilibri di potere
- Titolo originale: Balance of Power
- Diretto da: Scott Paulin
- Scritto da: Duke Sandefur

### Trama
Mentre Shao Kahn elabora un piano per vendicarsi di Shang Tsung, Vorpax recluta un esercito per detronizzare Kreeya e diventare la nuova regina.

## Bugie rubate
- Titolo originale: Stolen Lies
- Diretto da: Reza Badiyi
- Scritto da: Steve Hattman e Sean Catherine Derek

### Trama
Taja incontra una sua amica d'infanzia e convince Siro e Kung Lao ad addentrarsi in una città, popolata da fedeli del dio Shaaka. I tre capiranno in seguito di essere stati tratti in inganno e che Shaaka altri non è che Shao Kahn, ritenuto un dio dalla popolazione locale.

## Viaggio senza ritorno
- Titolo originale: Vengeance
- Diretto da: Reza Badiyi
- Scritto da: Steve Hattman

### Trama
Shao Kahn si prepara ad affrontare Raiden. Il dio del tuono oltrepassa il portale e raggiunge l'imperatore in una dimensione situata tra il regno della Terra e Outworld, iniziando con lui un lungo dialogo; nel frattempo, i Sacerdoti oscuri, dei guerrieri fedeli a Shao Kahn, eliminano tutti i nemici dell'imperatore. I personaggi che vengono uccisi sono, nell'ordine, Reptile, Kiri, Mika, Quan Chi, Vorpax, Shang Tsung, Kitana, Siro, Taja e Kung Lao. Shao Kahn rivela a Raiden di aver aperto il portale per distrarre la sua attenzione in modo che i Sacerdoti potessero agire indisturbati. A questo punto i due iniziano il combattimento che, in un primo momento, vede prevalere Raiden. Proprio mentre sta per sferrare il colpo di grazia, il dio del tuono nota di aver perso i suoi poteri e Shao Kahn spiega che questo colpo di scena faceva parte del suo piano: il dialogo con Raiden serviva solo a fargli guadagnare tempo per trasferire se stesso e il dio del tuono in Outworld, dove Raiden non ha poteri. L'imperatore prende il sopravvento e sconfigge Raiden in pochi istanti. Poco dopo, Raiden, ormai inerme prigioniero dell'imperatore, viene condotto al suo cospetto. Shao Kahn lo sbeffeggia mostrandogli gli abiti e le armi dei guerrieri uccisi dai Sacerdoti, come se fossero trofei. L'imperatore costringe Raiden ad un'ultima umiliazione facendolo inginocchiare al suo cospetto e colpendolo al volto. La serie si conclude mostrando la residenza di Kung Lao, Siro e Taja ormai deserta e il medaglione di Kung Lao.